# ジョージ・デビット・バーコフ
ジョージ・デビット・バーコフ（George David Birkhoff、1884年3月21日 - 1944年11月12日）はアメリカの数学者である。一番知られているのがエルゴード理論に対するものである。息子のガーレット・バーコフも数学者となった。

## 経歴
ミシガン州アレガン郡出身。ハーバード大学で学士と修士を取得した後、シカゴ大学でE・H・ムーアに師事し博士号を取得。ウィスコンシン大学マディソン校とプリンストン大学で教鞭を執った後、1912年にハーバード大学で数学部教授に就任、1944年に亡くなるまで務めた。1923年ボッチャー記念賞受賞。1926年には科学雑誌『サイエンス』からニューカム・クリーブランド賞を受賞。

## 業績
1913年に彼はアンリ・ポアンカレの最終幾何定理、特殊な場合の三体問題を証明して世界に知られるようになった。1927年には『力学系』を出版。彼は相対性理論と量子力学の基礎について書いた。1923年にバーコフは球対称な解がアインシュタイン方程式の解からシュヴァルツシルトの解が唯一なものとして得られることを示した。